# Local Hero
Pour plus de détails, voir Fiche technique et Distribution.
Local Hero est un film britannique de Bill Forsyth sorti en 1983.

## Synopsis
MacIntyre (Mac), Américain (ayant un nom écossais car ses parents, venant de Hongrie et immigrés aux États-Unis, pensaient que MacIntyre était américain quand ils ont changé de nom) célibataire vivant bien, avec une maison et une Porsche, doit aller en Écosse sur l'ordre de Happer, son patron excentrique, chef de Knox Oil & Gas qui veut construire un complexe pétrolier sur une plage du nord de l'Ecosse.
Mac et un collègue doivent négocier avec les habitants qui, s'ils l'acceptent, n'auront plus rien mais seront riches. Mac sympathise petit à petit avec les habitants et apprécie de plus en plus les paysages, remettant ainsi en question la pertinence de sa mission.

## Fiche technique
- Titre : Local Hero
- Réalisation et scénario : Bill Forsyth
- Musique : Mark Knopfler
- Photographie : Chris Menges
- Cadreur : Michael Coulter
- Montage : Michael Bradsell
- Production : David Puttnam
- Société de production : Enigma Productions, Goldcrest Films International et Celandine Films
- Société de distribution : MK2 Diffusion (France)
- Genre : Comédie dramatique
- Durée : 111 minutes
- Dates de sortie : 
  - Royaume-Uni : 17 mars 1983 (première)
  - Royaume-Uni : 14 mars 1984

## Distribution
- Burt Lancaster : Felix Happer
- Peter Riegert (VF : Érik Colin) : Mac
- Fulton Mackay : Ben
- Denis Lawson : Urquhart
- Norman Chancer : Moritz
- Peter Capaldi : Danny Oldsen
- Rikki Fulton : Geddes
- Alex Norton : Watt
- Jenny Seagrove : Marina
- Jennifer Black : Stella Urquhart
- Christopher Rozycki : Victor
- Gyearbuor Asante : le révérend Macpherson
- John M. Jackson : Cal
- Dan Ammerman : Donaldson
- Tam Dean Burn : Roddy
- Karen Douglas : Mme. Wyatt
- Charles Kearney : Peter
- David Mowat : Gideon
- John Poland : Anderson
- Ian Stewart : M. Bulloch
- Jonathan Watson : Jonathan
- Caroline Guthrie : Pauline
- Ray Jeffries : Andrew
- Willie Joss : Sandy
- James Kennedy : Edward

## Bande originale
La musique originale du film est composée par le chanteur et guitariste Mark Knopfler.

## Récompenses et distinctions
- BAFTA Award du meilleur réalisateur pour Bill Forsyth en 1984, le film est également nommé dans six autres catégories[1].
- Grand prix du Festival de Chamrousse 1984[2]